# Ministri dell'interno del Regno d'Italia
I ministri dell'interno del Regno d'Italia si sono avvicendati dal 1861 (proclamazione del Regno d'Italia) al 1946 (nascita della Repubblica Italiana).
Si noti che la carica era generalmente ricoperta dai Presidenti del Consiglio (nell'elenco contrassegnati dallo stemma del Regno d'Italia).

## Lista
| Ministro       | Ministro         | Ministro                       | Partito                                | Governo           | Mandato           | Mandato           |
| Ministro       | Ministro         | Ministro                       | Partito                                | Governo           | Inizio            | Fine              |
| -------------- | ---------------- | ------------------------------ | -------------------------------------- | ----------------- | ----------------- | ----------------- |
|                |                  | Marco Minghetti                | Destra storica                         | Cavour IV         | 17 marzo 1861     | 12 giugno 1861    |
| Ricasoli I     | 12 giugno 1861   | Marco Minghetti                | Destra storica                         | 1º settembre 1861 |                   |                   |
| Ricasoli I     |                  |                                | Bettino Ricasoli                       | Destra storica    | 1º settembre 1861 | 3 marzo 1862      |
|                |                  | Urbano Rattazzi                | Sinistra storica                       | Rattazzi I        | 3 marzo 1862      | 8 dicembre 1862   |
|                |                  | Ubaldino Peruzzi               | Sinistra storica                       | Farini            | 8 dicembre 1862   | 24 marzo 1863     |
| Minghetti I    | 24 marzo 1863    | Ubaldino Peruzzi               | Sinistra storica                       | 28 settembre 1864 |                   |                   |
|                |                  | Giovanni Lanza                 | Destra storica                         | La Marmora II     | 28 settembre 1864 | 1º settembre 1865 |
|                |                  | Giuseppe Natoli                | Destra storica                         | La Marmora II     | 1º settembre 1865 | 4 dicembre 1865   |
|                |                  | Desiderato Chiaves             | Destra storica                         | La Marmora II     | 4 dicembre 1865   | 31 dicembre 1865  |
| La Marmora III | 31 dicembre 1865 | Desiderato Chiaves             | Destra storica                         | 20 giugno 1866    |                   |                   |
|                |                  | Bettino Ricasoli               | Destra storica                         | Ricasoli II       | 17 giugno 1866    | 10 aprile 1867    |
|                |                  | Urbano Rattazzi                | Sinistra storica                       | Rattazzi II       | 10 aprile 1867    | 27 ottobre 1867   |
|                |                  | Filippo Antonio Gualterio      | Destra storica                         | Menabrea I        | 27 ottobre 1867   | 5 gennaio 1868    |
|                |                  | Carlo Cadorna                  | Destra storica                         | Menabrea II       | 5 gennaio 1868    | 10 settembre 1868 |
|                |                  | Girolamo Cantelli              | Destra storica                         | Menabrea II       | 10 settembre 1868 | 13 maggio 1869    |
|                |                  | Luigi Ferraris                 | Destra storica                         | Menabrea III      | 13 maggio 1869    | 22 ottobre 1869   |
|                |                  | Antonio Starrabba di Rudinì    | Destra storica                         | Menabrea III      | 22 ottobre 1869   | 14 dicembre 1869  |
|                |                  | Giovanni Lanza                 | Destra storica                         | Lanza             | 14 dicembre 1869  | 10 luglio 1873    |
|                |                  | Girolamo Cantelli              | Destra storica                         | Minghetti II      | 10 luglio 1873    | 25 marzo 1876     |
|                |                  | Giovanni Nicotera              | Sinistra storica                       | Depretis I        | 25 marzo 1876     | 26 dicembre 1877  |
|                |                  | Francesco Crispi               | Sinistra storica                       | Depretis II       | 26 dicembre 1877  | 7 marzo 1878      |
|                |                  | Agostino Depretis              | Sinistra storica                       | Depretis II       | 7 marzo 1878      | 24 marzo 1878     |
|                |                  | Giuseppe Zanardelli            | Sinistra storica                       | Cairoli I         | 24 marzo 1878     | 19 dicembre 1878  |
|                |                  | Agostino Depretis              | Sinistra storica                       | Depretis III      | 19 dicembre 1878  | 14 luglio 1879    |
|                |                  | Tommaso Villa                  | Sinistra storica                       | Cairoli II        | 14 luglio 1879    | 25 novembre 1879  |
|                |                  | Agostino Depretis              | Sinistra storica                       | Cairoli III       | 25 novembre 1879  | 29 maggio 1881    |
| Depretis IV    | 29 maggio 1881   | Agostino Depretis              | Sinistra storica                       | 25 maggio 1883    |                   |                   |
| Depretis V     | 25 maggio 1883   | Agostino Depretis              | Sinistra storica                       | 30 marzo 1884     |                   |                   |
| Depretis VI    | 30 marzo 1884    | Agostino Depretis              | Sinistra storica                       | 29 giugno 1885    |                   |                   |
| Depretis VII   | 29 giugno 1885   | Agostino Depretis              | Sinistra storica                       | 4 aprile 1887     |                   |                   |
|                |                  | Francesco Crispi               | Sinistra storica                       | Depretis VIII     | 4 aprile 1887     | 29 luglio 1887    |
| Crispi I       | 29 luglio 1887   | Francesco Crispi               | Sinistra storica                       | 9 marzo 1889      |                   |                   |
| Crispi II      | 9 marzo 1889     | Francesco Crispi               | Sinistra storica                       | 6 febbraio 1891   |                   |                   |
|                |                  | Giovanni Nicotera              | Sinistra storica                       | Di Rudinì I       | 6 febbraio 1891   | 15 maggio 1892    |
|                |                  | Giovanni Giolitti              | Sinistra storica                       | Giolitti I        | 15 maggio 1892    | 15 dicembre 1893  |
|                |                  | Francesco Crispi               | Sinistra storica                       | Crispi III        | 15 dicembre 1893  | 14 giugno 1894    |
| Crispi IV      | 14 giugno 1894   | Francesco Crispi               | Sinistra storica                       | 10 marzo 1896     |                   |                   |
|                |                  | Antonio Starrabba di Rudinì    | Destra storica                         | Di Rudinì II      | 10 marzo 1896     | 11 luglio 1896    |
| Di Rudinì III  | 11 luglio 1896   | Antonio Starrabba di Rudinì    | Destra storica                         | 14 dicembre 1897  |                   |                   |
| Di Rudinì IV   | 14 dicembre 1897 | Antonio Starrabba di Rudinì    | Destra storica                         | 1º giugno 1898    |                   |                   |
| Di Rudinì V    | 1º giugno 1898   | Antonio Starrabba di Rudinì    | Destra storica                         | 29 giugno 1898    |                   |                   |
|                |                  | Luigi Pelloux                  | Militare                               | Pelloux I         | 29 giugno 1898    | 14 maggio 1899    |
| Pelloux II     | 14 maggio 1899   | Luigi Pelloux                  | Militare                               | 24 giugno 1900    |                   |                   |
|                |                  | Giuseppe Saracco               | Sinistra storica                       | Saracco           | 24 giugno 1900    | 15 febbraio 1901  |
|                |                  | Giovanni Giolitti              | Sinistra storica                       | Zanardelli        | 15 febbraio 1901  | 21 giugno 1903    |
|                |                  | Giuseppe Zanardelli ad interim | Sinistra storica                       | Zanardelli        | 21 giugno 1903    | 3 novembre 1903   |
|                |                  | Giovanni Giolitti              | Sinistra storica                       | Giolitti II       | 3 novembre 1903   | 12 marzo 1905     |
|                |                  | Tommaso Tittoni                | Destra storica                         | Tittoni           | 12 marzo 1905     | 27 marzo 1905     |
| Fortis I       | 27 marzo 1905    | Tommaso Tittoni                | Destra storica                         | 24 dicembre 1905  |                   |                   |
|                |                  | Alessandro Fortis              | Sinistra storica                       | Fortis II         | 24 dicembre 1905  | 8 febbraio 1906   |
|                |                  | Sidney Sonnino                 | Destra storica                         | Sonnino I         | 8 febbraio 1906   | 29 maggio 1906    |
|                |                  | Giovanni Giolitti              | Sinistra storica                       | Giolitti III      | 29 maggio 1906    | 11 dicembre 1909  |
|                |                  | Sidney Sonnino                 | Destra storica                         | Sonnino II        | 11 dicembre 1909  | 31 marzo 1910     |
|                |                  | Luigi Luzzatti                 | Destra storica                         | Luzzatti          | 31 marzo 1910     | 30 marzo 1911     |
|                |                  | Giovanni Giolitti              | Sinistra storica                       | Giolitti IV       | 30 marzo 1911     | 21 marzo 1914     |
|                |                  | Antonio Salandra               | Sinistra storica                       | Salandra I        | 21 marzo 1914     | 31 ottobre 1914   |
| Salandra II    | 31 ottobre 1914  | Antonio Salandra               | Sinistra storica                       | 18 giugno 1916    |                   |                   |
|                |                  | Vittorio Emanuele Orlando      | Sinistra storica                       | Boselli           | 18 giugno 1916    | 29 ottobre 1917   |
| Orlando        | 29 ottobre 1917  | Vittorio Emanuele Orlando      | Sinistra storica                       | 23 giugno 1919    |                   |                   |
|                |                  | Francesco Saverio Nitti        | Partito Radicale Italiano              | Nitti I           | 23 giugno 1919    | 21 maggio 1920    |
| Nitti II       | 21 maggio 1920   | Francesco Saverio Nitti        | Partito Radicale Italiano              | 15 giugno 1920    |                   |                   |
|                |                  | Giovanni Giolitti              | Partito Liberale Italiano              | Giolitti V        | 15 giugno 1920    | 4 luglio 1921     |
|                |                  | Ivanoe Bonomi                  | Partito Socialista Riformista Italiano | Bonomi I          | 4 luglio 1921     | 26 febbraio 1922  |
|                |                  | Luigi Facta                    | Partito Liberale Italiano              | Facta I           | 26 febbraio 1922  | 1º agosto 1922    |
|                |                  | Paolino Taddei                 | Partito Liberale Italiano              | Facta II          | 1º agosto 1922    | 31 ottobre 1922   |
|                |                  | Benito Mussolini               | Partito Nazionale Fascista             | Mussolini         | 31 ottobre 1922   | 17 giugno 1924    |
|                |                  | Luigi Federzoni                | Partito Nazionale Fascista             | Mussolini         | 17 giugno 1924    | 6 novembre 1926   |
|                |                  | Benito Mussolini               | Partito Nazionale Fascista             | Mussolini         | 6 novembre 1926   | 25 luglio 1943    |
|                |                  | Bruno Fornaciari               | Tecnico ex fascista                    | Badoglio I        | 25 luglio 1943    | 9 agosto 1943     |
|                |                  | Umberto Ricci                  | Tecnico ex fascista                    | Badoglio I        | 9 agosto 1943     | 8 settembre 1943  |
|                |                  | Vito Reale                     | Tecnico ex socialriformista            | Badoglio I        | 16 novembre 1943  | 22 aprile 1944    |
|                |                  | Salvatore Aldisio              | Democrazia Cristiana                   | Badoglio II       | 22 aprile 1944    | 18 giugno 1944    |
|                |                  | Ivanoe Bonomi                  | Partito Democratico del Lavoro         | Bonomi II         | 18 giugno 1944    | 12 dicembre 1944  |
| Bonomi III     | 12 dicembre 1944 | Ivanoe Bonomi                  | Partito Democratico del Lavoro         | 21 giugno 1945    |                   |                   |
|                |                  | Ferruccio Parri                | Partito d'Azione                       | Parri             | 21 giugno 1945    | 10 dicembre 1945  |
|                |                  | Giuseppe Romita                | Partito Socialista Italiano            | De Gasperi I      | 10 dicembre 1945  | 14 luglio 1946    |